# Jason Boland & the Stragglers
Jason Boland & the Stragglers ist eine US-amerikanische Countryband der Red-Dirt-Szene.

## Bandgeschichte
Die Band Jason Boland & the Stragglers wurde 1998 in Stillwater, Oklahoma von Jason Boland ins Leben gerufen. Neben Boland als Frontmann waren von Beginn an auch die Gitarristen Roger Ray und Brad Rice sowie der Bassist Grant Tracy dabei. Bald wurden sie zu einem festen Bestandteil der Red Dirt-Szene und veröffentlichten ein Jahr nach ihrer Gründung ihr – von Lloyd Maines und Adam Odor produziertes – Debütalbum Pearl Snaps. Nach der Veröffentlichung des zweiten Studioalbums Truckstop Diaries im Jahr 2001, an dem Größen wie Mike McClure, Bob Childers, Stoney LaRue und Randy Crouch beteiligt waren, zog Boland 2002 nach Austin, Texas und später nach New Braunfels. Ein Jahr vor der Veröffentlichung eines dritten Studioalbums im Sommer 2004 schloss sich zudem Noah Jeffries, unter anderem Banjo- und Fiddlespieler, der Band an.
Allmählich wurden die Alben Mitte des letzten Jahrzehnts auch kommerziell erfolgreicher. Mit dem 2004 veröffentlichten Somewhere in the Middle erreichte die Band erstmals die Genrecharts, was ihnen 2006 mit The Bourbon Legend – fast genau ein Jahr, nachdem Jason Boland wegen seiner Alkoholkrankheit für 28 Tage bei einer Drogentherapie war – erneut gelang. Seit einigen Jahren kann sich die Gruppe auch regelmäßig in den Billboard 200 platzieren. Dies gelang ihr mit dem 2008 erschienenen Werk Comal County Blue zum ersten Mal. Auf diesem konnte man Countrysänger wie Robert Earl Keen, Bob Childers oder Cody Canada für Duette gewinnen. Diese Erfolge konnten durch erneute Chartplatzierungen der Alben Rancho Alto und High in the Rockies: A Live Album, das auf Konzerten im Januar 2010 aufgezeichnet wurde, bestätigt werden.

## Diskografie

### Studioalben
| Jahr | Titel                   | Höchstplatzierung, Gesamtwochen, AuszeichnungChartplatzierungen (Jahr, Titel, Platzierungen, Wochen, Auszeichnungen, Anmerkungen) | Höchstplatzierung, Gesamtwochen, AuszeichnungChartplatzierungen (Jahr, Titel, Platzierungen, Wochen, Auszeichnungen, Anmerkungen) | Anmerkungen                              |
| Jahr | Titel                   | US | Country | Anmerkungen                              |
| ---- | ----------------------- | --- | --- | ---------------------------------------- |
| 2004 | Somewhere in the Middle | — | Country65 (1 Wo.)Country | Erstveröffentlichung: 21. September 2004 |
| 2006 | The Bourbon Legend      | — | Country67 (1 Wo.)Country | Erstveröffentlichung: 31. Oktober 2006   |
| 2008 | Comal County Blue       | US160 (1 Wo.)US | Country30 (6 Wo.)Country | Erstveröffentlichung: 26. August 2008    |
| 2011 | Rancho Alto             | US130 (1 Wo.)US | Country26 (2 Wo.)Country | Erstveröffentlichung: 4. Oktober 2011    |
| 2013 | Dark & Dirty Mile       | US89 (1 Wo.)US | Country25 (4 Wo.)Country | Erstveröffentlichung: 14. Mai 2013       |
| 2015 | Squelch                 | US136 (1 Wo.)US | Country11 (2 Wo.)Country | Erstveröffentlichung: 16. Oktober 2015   |

Weitere Studioalben
- 1999: Pearl Snaps
- 2001: Truckstop Diaries
- 2018: Hard Times Are Relative

### Livealben
| Jahr | Titel                             | Höchstplatzierung, Gesamtwochen, AuszeichnungChartplatzierungen (Jahr, Titel, Platzierungen, Wochen, Auszeichnungen, Anmerkungen) | Höchstplatzierung, Gesamtwochen, AuszeichnungChartplatzierungen (Jahr, Titel, Platzierungen, Wochen, Auszeichnungen, Anmerkungen) | Anmerkungen                          |
| Jahr | Titel                             | US | Country | Anmerkungen                          |
| ---- | --------------------------------- | --- | --- | ------------------------------------ |
| 2010 | High in the Rockies: A Live Album | US136 (1 Wo.)US | Country27 (8 Wo.)Country | Erstveröffentlichung: 20. April 2010 |

Weitere Livealben
- 2002: Live and Lit at Billy Bob’s Texas